# Epica
Az Epica holland szimfonikus metal együttes, amelyet 2002-ben alapított Mark Jansen az After Forever együttesből való távozása után. Számaikban sokszor foglalkoznak filozófiai témákkal, megjelennek benne a tudomány és a vallás elemei éppúgy, mint a világ aktuális eseményei.
2003-ban jelent meg debütáló albumuk, a The Phantom Agony a Transmission Records kiadásában. Ezt 2005-ben a Consign to Oblivion követte, ami a holland lemezeladási listák 12. helyén nyitott. A Transmission Records csődje után a Nuclear Blast kiadóhoz igazoltak és 2007-ben kiadták harmadik stúdióalbumukat The Divine Conspiracy címmel, ami már a 9. helyet érte el Hollandiában. 2009-ben a Design Your Universe egész Európát tekintve kedvező helyen nyitott a lemezeladási listákon, ezen felül pedig kritikai fogadtatása is pozitív volt. Az ötödik stúdióalbumuk, a Requiem for the Indifferent szintén jó kritikai visszhangra talált, nemzetközi szinten is sikereket értek el vele, az amerikai Billboard 200 listán a 104., a japán Oriconon pedig a 172. helyen nyitott.
2013. március 23-án ünnepelte a zenekar fennállásának 10. évfordulóját egy nagyszabású élő koncerttel. A Retrospect elnevezésű esemény Eindhovenben került megrendezésre, ahol a miskolci Reményi Ede Kamarazenekar és a Miskolci Nemzeti Színház kórusa kísérte őket, hasonlóan korábbi miskolci fellépésükhöz, ahol a The Classical Conspiracy című albumukat is rögzítették. A vendégelőadók között szerepelt továbbá Floor Jansen és Ad Sluijter korábbi Epica tag, valamint Jeroen Simons és Yves Huts. A show alkalmával megerősítették az arról készült felvételek DVD-n való megjelenését.

## Történet

### Cry for the Moon(2002–2003)
2002 elején az After Forever zenei nézeteltérések miatt úgy döntött, megválik Mark Jensentől, aki az együttes számainak nagy részét írta.  Olyan zenésztársakat kezdett keresni maga mellé, akikkel egy klasszikus, szimfonikus irányultságú együttest alapíthatna, ez volt kezdetben a Sahara Dust. 2002 vége felé a Trail of Tears énekese, Helena Michaelsen volt az együttes női hangja, ám őt rövidesen Simone Simons váltotta fel, aki akkoriban Jansen barátnője volt. Az együttes akkori felállása Ad Sluijter gitárossal, Jeroen Simons dobossal, Yves Huts basszusgitárossal és Coen Janssen billentyűssel lett teljes. Felvették az Epica nevet, amelyet a Kamelot együttes azonos című nagylemeze ihletett. Az Epica kórusa két férfi és négy női vokalistából állt, kiegészülve egy vonószenekarral, amelyben három hegedős, két brácsás, két csellós és egy nagybőgős játszott. 2002-ben, akkor még Sahara Dust néven kiadták a két számot tartalmazó demó lemezüket Cry for the Moon címmel, majd ezen anyagnak hála a Transmission Records kiadóval kötöttek szerződést.

### The Phantom Agony(2003–2004)
Debütáló albumuk, a The Phantom Agony 2003 végén jelent meg, Sascha Paeth producer közreműködésével (ő a Rhapsody of Fire és a Kamelot együtteseknél is közreműködött). A Façade of Reality című szám a 2001. szeptember 11-ei terrortámadások témája körül forog, és ezzel kapcsolatban tartalmazz egy részt Tony Blair beszédéből is. Az albumon Mark Jansen folytatta a The Embrace that Smothers című sorozatot, melynek első három része az After Forever 2000-ben megjelent Prison of Desire című debütáló albumán található, az utolsó három részlete pedig az Epica 2007-ben megjelent The Divine Conspiracy stúdiólemezére került fel. Ezen dalok a vallások árnyoldalait jelenítik meg.
2003-ban és 2004-ben intenzív turnézásba kezdtek Európa-szerte és Mexikóban. Az albumról három kislemez jelent meg: a The Phantom Agony, a Feint és a Cry for the Moon, valamint az előbbi két számból videóklip is készült.

### We Will Take You With Us(2004)
A 2004-ben megjelent We Will Take You With Us egy stúdió-koncert DVD, melyet egy TV-s felkérésre készítettek. Élő szimfonikus zenekarral és kórussal adták elő a The Phantom Agony album számait, kiegészítve a Memories című dallal, a Macskák című musicalből, valamint a Run For A Fall című szám német változatát, a Falsches Spiel-t.

### Consign to Oblivion(2005)
Második albumuk a Consign to Oblivion 2005-ben jelent meg, és nagy hatást gyakorolt rá a maja kultúra, civilizáció. Az első szám a Hunab K'u maja nyelven „Az univerzum közepét” jelenti. Az album egyes átírt számaiból készült a The Score album, mely filmzeneként szolgál. A Trois Vierges című számban vendégszerepel a Kamelot együttes frontembere Roy Khan, a Dance of Fate-ben pedig Sascha Paeth játszik akusztikus gitáron.
Az első igazi turnéra 2006-ban indultak a Kamelot zenekart támogatva. A Kamelot The Black Halo albumán Simone énekel a The Haunting (Somewhere in Time) című számban, melyet élőben is együtt adtak elő a koncerteken. 2006 őszén Simone ismét közreműködött a Kamelot új, Ghost Opera című albumán, a Blücher című számban.
A turné után Jeroen Simons elhagyta a zenekart. Év végén az új album munkálatainál Ariën van Weesenbeek (God Dethroned) működött közre a doboknál vendégként. Az albumról két kislemez, valamint videóklip jelent meg: Solitary Ground és Quietus. Az albumon néhány szám az A New Age Dawns sorozat részét képezi (lásd lent), hasonlóan a The Embrace that Smothers-hez.

### The Score-An Epic Journey(2005)
Az Epica The Score - An Epic Journey című albuma 2005 szeptemberében jelent meg, melyet egy holland – Joyride (Kéjutazás) című – filmhez írtak, és ezzel kapcsolatban Hans Zimmert és Danny Elfmant emlegetik, mint fő inspirálókat. Az album nem a szokásos Epica-féle metal. Mark Jansen úgy jellemezte, hogy ez is tipikus Epica-album, csak ének, gitár, basszusgitár és dob nélkül. Jó néhány dal a Consign to Oblivion album számainak átírt, instrumentális változata.

### The Road to Paradiso(2006)
A 2006-ban megjelent The Road to Paradiso egy "audió-könyv" mely bemutatja az együttes történetét a kezdetektől, egészen a legendás Paradisoban (Amsterdam) való első fellépésükig. A lemez tartalmaz korábban ki nem adott felvételeket, és interjúkat, valamint néhány számot a koncertről.

### The Divine Conspiracy(2007)
2007 szeptemberében jelent meg a harmadik stúdióalbum, a Divine Conspiracy, az egyik legnagyobb független metal kiadó, a Nuclear Blast gondozásában. Az albumról két kislemez jelent meg: Never Enough, Chasing the Dragon, valamint egy videóklip: Never Enough. Az albumon fejeződik be a The Embrace that Smothers című sorozat (lásd lent). Az őszi lemezbemutató koncertek után Simone-t megtámadta egy MRSA nevű vírus. A gyógyuláshoz teljesen steril, kórházi körülményekre volt szükség, ezért a koncertezés kizárt volt számára. Hogy ne kelljen a teljes turnét lemondani, Észak-Amerikában beugrott a helyére Amanda Somerville. Közben bejelentették, hogy Ariën van Weesenbeek hivatalosan is az együttes teljes értékű tagja lett.
2008 decemberében Ad Sluijter gitáros kilépett a zenekarból, utódjául 2009-ben Isaac Delahaye csatlakozott (szintén a God Dethronedból), és már részt vett a készülő, következő album munkálatainál.

### The Classical Conspiracy(2009)
Az Epica számára Magyarország különösen kedves, nemcsak azért, mert Simone Simons barátja magyar származású (Olivér Palotai), hanem mert 2008. június 14-én egy különleges koncertet adtak a Miskolci nemzetközi operafesztivál keretén belül. Az együttes a kibővített, 30 fős Reményi Ede Kamarazenekarral és a Miskolci Nemzeti Színház 30 fős kórusával egy nem mindennapi Opera-Rock show-t mutatott be. A programban szerepeltek klasszikus zenei darabok, többek között Mozart, Dvořák, Verdi, Orff, Prokofjev, Grieg és Vivaldi művei, valamint a legismertebb és legsikeresebb Epica dalok szimfonikus változatai, filmzenei átiratok. Az együttes kifejezetten erre az eseményre írta át néhány dalát, hogy azok még hatásosabbak legyenek. Erre a különleges eseményre a világ több mint húsz országból érkeztek rajongók, érdeklődők. A koncertről 2009 májusában hivatalos kiadvány jelent meg The Classical Conspiracy névvel, mely igen jó értékelést kapott mind a hazai, mind a nemzetközi kritikusoktól.

### Design Your Universe(2009–2011)
2009 tavaszán bejelentették, hogy elkezdték az új album készítését, mely a Design Your Universe címet kapja. Október 10-én került sor a lemezbemutató koncertre, a világhírű amszterdami rocktemplomban, a Paradisoban. Október 16-án hivatalosan is megjelent az album, amely a holland slágerlista 8. helyén debütált. A White Waters című számban a Sonata Arctica énekese, Tony Kakko énekel együtt Simone-nal.
Isaac Delahaye érkezésének köszönhetően nagyban megváltozott az album hangzása a gitárok tekintetében, előtérbe kerültek a gitárszólók, amit eddig mellőztek. A Semblance of Liberty című számban Ariën van Weesenbeek hörög, valamint a többi számban hallható narráció is az ő nevéhez fűződik. Az albumról az Unleashed című számhoz készült videóklip. Az albumon fejeződik be az A New Age Dawns sorozat.
2009 év végén bejelentették hogy a következő kislemez a This is the Time című – eddig hivatalosan meg nem jelent – dal lesz, amelynek bevételeiből a WWF-et támogatják.

### Requiem for the Indifferent(2012-napjainkig)
Simone egy 2010 novemberi interjúban mondta, hogy a csapat 2011 februárjában, a latin-amerikai turné végeztével áll neki a következő lemez megírásának. Simone azt is elmondta, hogy remélik, a lemez 2012 első negyedévében megjelenhet. 2011 májusára 14 szám készült el, szöveg nélkül. A csapat a nyár végén tervezi, hogy stúdióba vonul. A munkálatok során ismét Sascha Paeth lesz a producer.

### Epica - Retrospect (2013)
Az együttes a fennállásának 10. évfordulóját egy nagyszabású koncerttel ünnepelte Retrospect címmel, 2013. március 23-án Eindhovenben a Klokgebouw épületében, 19 órai kezdéssel. Büszkén írom, hogy a nagy zenekari kíséret ami a teljesebb zenei élmény végett volt jelen, hazánk zenészeiből lett felkérve. A koncert különlegességét tovább tetézte, hogy vendégzenészeket is hívtak szereplésre, név szerint Floor Jansent(Nightwish, Revamp) és a korábbi tagokat mint Ad Sluijtert, Jeroen Simonst és Yves Huts-t. A fellépésről hamarosan DVD is várható.

## "The Embrace That Smothers"
Ezek a dalok hasonló témájuk miatt összekapcsolódnak, a vallások veszélyeivel foglalkoznak, kissé vallás-ellenesek.
A sorozat első részei megtalálhatók az After Forever Prison of Desire című bemutatkozó albumán, majd kilépve az After Foreverből, Mark Jansen folytatta a sorozatot az Epica-val, a The Phantom Agony albumon, a befejező dalok pedig a The Divine Conspiracy-n találhatók.
| "The Embrace That Smothers" | Cím                     | Hossz | Előadó        | Album                 | Megjelenés |
| --------------------------- | ----------------------- | ----- | ------------- | --------------------- | ---------- |
| Prologue                    | Mea Culpa               | 2:00  | After Forever | Prison Of Desire      | 2000       |
| Part I                      | Leaden Legacy           | 5:07  | After Forever | Prison Of Desire      | 2000       |
| Part II                     | Follow In The Cry       | 4:06  | After Forever | Prison Of Desire      | 2000       |
| Part III                    | Yield To Temptation     | 5:53  | After Forever | Prison Of Desire      | 2000       |
| The Neverending Embrace     | Adyta                   | 1:27  | Epica         | The Phantom Agony     | 2003       |
| Part IV                     | Cry for the Moon        | 6:44  | Epica         | The Phantom Agony     | 2003       |
| Part V                      | Façade of Reality       | 8:10  | Epica         | The Phantom Agony     | 2003       |
| Part VI                     | Seif al Din             | 5:47  | Epica         | The Phantom Agony     | 2003       |
| The Final Embrace           | La'petach Rovetz Chatat | 1:46  | Epica         | The Divine Conspiracy | 2007       |
| Part VII                    | Death of a Dream        | 6:03  | Epica         | The Divine Conspiracy | 2007       |
| Part VIII                   | Living a Lie            | 4:57  | Epica         | The Divine Conspiracy | 2007       |
| Part IX                     | Fools of Damnation      | 8:41  | Epica         | The Divine Conspiracy | 2007       |

## "A New Age Dawns"
"A New Age Dawns" sorozat részei is összefüggnek hasonló témájuk miatt, épp úgy mint a "The Embrace That Smothers" számai. A név jelentéséből adódóan ez egy utalás 2012-re, amikor is a Maja naptár szerint eljön a "Világvége" és egy "Új korszak kezdődik". Az első 4 dal a Consign to Oblivion albumon jelent meg, melyre nagy befolyással volt a Maja civilizáció, melynek összeomlását a külső emberi beavatkozás okozta. A sorozat a Design Your Universe albumon folytatódik és fejeződik be.
| "A New Age Dawns"                                                                                 | Cím                  | Hossz | Előadó | Album                | Megjelenés |
| ------------------------------------------------------------------------------------------------- | -------------------- | ----- | ------ | -------------------- | ---------- |
| Prologue                                                                                          | Hunab K'u            | 1:44  | Epica  | Consign to Oblivion  | 2005       |
| Part I                                                                                            | The Last Crusade     | 4:21  | Epica  | Consign to Oblivion  | 2005       |
| Part II                                                                                           | Mother of Light      | 5:55  | Epica  | Consign to Oblivion  | 2005       |
| Part III                                                                                          | Consign to Oblivion  | 9:45  | Epica  | Consign to Oblivion  | 2005       |
| Part IV                                                                                           | Resign to Surrender  | 6:19  | Epica  | Design Your Universe | 2009       |
| Part V I. Hold In Derision II. Children Of The Light III. Bardo Thödol IV. Paragons Of Perfection | Kingdom of Heaven    | 13:35 | Epica  | Design Your Universe | 2009       |
| Part VI                                                                                           | Design Your Universe | 9:29  | Epica  | Design Your Universe | 2009       |

## Stílus
Az Epica zenéjét szimfonikus és gótikus metal keverékeként jellemezhetjük, progresszív elemekkel tarkítva. Ad Sluijter szerint átmenet a power és a szimfonikus metal között. Zenéjük agresszív, bombasztikus, néha már-már eltúlzott, "epikus, nagy és fenséges", egyes lírikus dalok pedig pontosan ezek ellentétjei, nagyon érzelgősek és visszafogottak.
Az Epica igazi "védjegye" - mely kiemeli a többi hasonló zenekar közül - hogy nagyon szélsőséges, kontrasztos, az "egyik oldalon" Mark Jansen brutális halálhörgése áll, a "másik oldalon" pedig a légies, melodikus női ének, Simone Simons isteni[forrás?] mezzoszoprán hangja, mely egyensúlyt teremt, s mindezt megbolondítják a bombasztikus kórusrészek, melyek néha "sötétek", néha pedig "isteniek".
A zenében is megtalálható az ellentét, az intenzív gitár-riffeket és brutális dobot a szimfonikus részek és a billentyűsök tartják egyensúlyban.

## Tagok

### Jelenlegi tagok
- Simone Simons – ének
- Mark Jansen – gitár, hörgés
- Isaac Delahaye – gitár
- Rob van der Loo – basszusgitár
- Coen Janssen – billentyűs hangszerek, vokál (kórus)
- Ariën van Weesenbeek – dobok, hörgés, narráció

### Korábbi tagok
- Yves Huts - basszusgitár (2002-2012)
- Helena Iren Michaelsen – ének (2002)
- Iwan Hendrix – dob (2002)
- Jeroen Simons – dob (2003–2006)
- Ad Sluijter – gitár (2002–2009)

### Vendégzenészek
- Koen Herfst – dob (a 2007-es turné)
- Amanda Somerville – vokál és háttérvokál az összes albumon, valamint ének 2008-ban az USA turnén (Simone Simons betegsége miatt)
- Bridget Fogle (Luca Turilli, Rhapsody of Fire) - vokál és háttérvokál az összes albumon
- Oliver Palotai (Kamelot, Sons of Seasons, Doro) – billentyűs hangszerek 2010-ben, az USA turnén (Coen Janssen személyes elfoglaltsága miatt)

## Diszkográfia

### Demók
- 2002: Cry for the Moon

### Stúdió albumok
- 2003: The Phantom Agony
- 2005: Consign to Oblivion
- 2007: The Divine Conspiracy
- 2009: Design Your Universe
- 2012: Requiem for the Indifferent
- 2014: The Quantum Enigma

### Kislemezek
- 2003: The Phantom Agony
- 2004: Feint
- 2004: Cry for the Moon
- 2005: Solitary Ground
- 2005: Quietus (Silent Reverie)
- 2007: Never Enough
- 2008: Chasing the Dragon
- 2009: Unleashed
- 2009: Martyr of the Free Word
- 2010: This Is The Time
- 2012: Storm The Sorrow
- 2012: Forevermore (featuring Ruurd Woltring)

### Válogatások és egyéb felvételek
- 2004: We Will Take You With Us – Stúdiókoncert (DVD)
- 2005: The Score - An Epic Journey – Filmzene
- 2006: The Road to Paradiso – Koncertfelvétel (audió)
- 2009: The Classical Conspiracy – Koncertfelvétel (audió)
- 2013: Retrospect

### Videóklipek
- 2003: The Phantom Agony
- 2004: Feint
- 2005: Solitary Ground
- 2005: Quietus
- 2007: Never Enough
- 2009: Unleashed
- 2010: This Is The Time
- 2012: Storm The Sorrow
- 2012: Forevermore

## Magyarországi fellépések
- 2007. november 20. – Petőfi Csarnok (a Sonata Arctica előzenekaraként)
- 2008. június 14. – Miskolci nemzetközi operafesztivál
- 2009. július 11. – Balaton Music Wave Fesztivál
- 2010. július 17. – Hegyalja Fesztivál
- 2010. október 2. – Diesel Club
- 2011. április 1. – Club 202 (Ex-Wigwam)
- 2012. május 13. - Club 202 (Ex-Wigwam)
- 2015. január 24. - Petőfi Csarnok
- 2016. július 16. - Rockmaraton Fesztivál
- 2017. január 22. - Barba Negra
- 2018. július 25. - Fezen Fesztivál